# Каза Бернардело (Рагуза)
Каза Бернардело је насеље у Италији у округу Рагуза, региону Сицилија.
Према процени из 2011. у насељу је живело 43 становника. Насеље се налази на надморској висини од 217 м.